# Gemeaux
Gemeaux ist eine französische Gemeinde mit 968 Einwohnern (Stand: 1. Januar 2022) im Département Côte-d’Or in der Region Bourgogne-Franche-Comté. Sie gehört zum Arrondissement Dijon und zum Kanton Is-sur-Tille. Die Einwohner werden Gemellois genannt.

## Geographie
Gemeaux liegt etwa 19 Kilometer nordnordöstlich von Dijon. Die Gemeinde wird umgeben von Marcilly-sur-Tille im Norden und Nordwesten, Til-Châtel im Norden und Nordosten, Lux im Osten, Pichanges im Südosten, Flacey im Süden, Marsannay-le-Bois im Südwesten sowie Chaignay im Westen.

## Bevölkerungsentwicklung
| Jahr                       | 1962 | 1968 | 1975 | 1982 | 1990 | 1999 | 2006 | 2013 | 2019 |
| Einwohner                  | 528  | 601  | 607  | 625  | 666  | 761  | 795  | 883  | 901  |
| Quellen: Cassini und INSEE |      |      |      |      |      |      |      |      |      |

## Sehenswürdigkeiten

Kirche Notre-Dame-de-l'Assomption

- Kirche Notre-Dame-de-l'Assomption
- Schloss Gemeaux